# La Loma (Nacajuca)
La Loma es una localidad del municipio de Nacajuca ubicado en la subregión centro del estado mexicano de Tabasco.

## Geografía
La localidad de La Loma se sitúa en las coordenadas geográficas 18°12′07″N 92°57′13″O / 18.201944, -92.953611, a una elevación de 9 metros sobre el nivel del mar.

## Demografía
Según el Conteo de Población y Vivienda 2020, efectuado por el Instituto Nacional de Estadística y Geografía, la localidad de La Loma tiene 833 habitantes, de los cuales 412 son del sexo masculino y 421 del sexo femenino. Su tasa de fecundidad es de 2.51 hijos por mujer y tiene 197 viviendas particulares habitadas.
| Gráfica de evolución demográfica de La Loma entre 1990 y 2020 |
|                                                               |
| INEGI.                                                        |